# NGC 4629
NGC 4629 is een spiraalvormig sterrenstelsel in het sterrenbeeld Maagd. Het hemelobject werd op 19 februari 1863 ontdekt door de Duits-Deense astronoom Heinrich Louis d'Arrest.

## Synoniemen
- UGC 7869
- MCG 0-32-37
- ZWG 14.109
- PGC 42692